# Mordellistena longevittata
Mordellistena longevittata es una especie de coleóptero de la familia Mordellidae.

## Distribución geográfica
Habita en  el Archipiélago Malayo: las Molucas.